# Baorangia emileorum
Baorangia emileorum (Barbier) Vizzini, Simonini & Gelardi, 2015 è un fungo basidiomicete di taglia robusta, con colori simili a quelli del Butyriboletus regius, ma con una zona rossastra più o meno estesa e senza reticolo sul gambo.

## Etimologia
Dal latino emileorum = di Emilio.

## Descrizione della specie
Cappello 
5–20 cm, carnoso, convesso poi appianato, guancialiforme, con gibbosità irregolari.
Cuticolavellutata, di colore rosso porpora.
Marginelobato.
 Tubuli 
Corti, decorrenti sul gambo, giallo-verdastri, viranti al verde-blu al tocco.
 Pori 
Piccoli, tondeggianti ma spesso di forma irregolare, concolori ai tubuli, viranti al verde-bluastro al tatto.
 Gambo 
5-12 x 3-6, robusto, sodo, corto, negli esemplari giovani può presentarsi clavato, attenuato alla base negli esemplari adulti, giallastro ma con una marcata zona rossastra dovuta a sottili fioccosità.
 Carne 
Bianco giallastra, spessa, soda, al tatto vira leggermente all'azzurro.
- Odore: gradevole.
- Sapore: dolce.

 Microscopia 
Sporebruno-avana in massa, fusiformi, lisce, 9-13 X 3,5-4,5 µm.

## Habitat
Fungo simbionte, termofilo, acidofilo, cresce preferibilmente in boschi di castagno, nocciolo e leccio.

## Commestibilità
Non accertata, anche se probabilmente commestibile.

Alcuni autori considerano questa specie edule.

## Sinonimi e binomi obsoleti
Secondo alcuni autori, come ad esempio Muñoz, considerano il B. emileorum come sinonimo di B. spretus, altri tengono separate le due entità tassonomiche, altri ancora, come Courtecuisse, ritengono invece, al contrario, che il B. spretus sia un sinonimo non prioritario.